# Tomasz Dziubiński
Tomasz Dziubiński (Radom, 8 juli 1968) is een voormalig profvoetballer uit Polen, die gedurende zijn carrière onder meer voor Club Brugge speelde.

## Clubcarrière
Dziubiński speelde twee seizoenen voor Wisła Kraków, voordat hij in 1991 naar België vertrok. In 1999 beëindigde hij zijn loopbaan in zijn vaderland.

## Interlandcarrière
Dziubiński speelde twee officiële interlands voor Polen. Hij maakte zijn debuut op 5 februari 1991 in een vriendschappelijke uitwedstrijd tegen Noord-Ierland, die Polen met 3-1 verloor. Hij viel in dat duel in de rust in voor Ryszard Kraus. Zijn tweede en laatste optreden volgde op 13 april 1993 in een oefenduel tegen Finland (2-1), die werd gespeeld in Dziubiński's geboorteplaats Radom.

## Erelijst
Wisła Kraków
- Pools topscorer

1991 (21 doelpunten)
 Club Brugge
- Belgisch landskampioen

1992
- Belgische Supercup

1991, 1992